# Lepetodrilus
Lepetodrilus é um género de búzios marinhos pertencentes à família Lepetodrilidae.

## Espécies
- Lepetodrilus atlanticus Warén & Bouchet, 2001
- Lepetodrilus corrugatus McLean, 1993
- Lepetodrilus cristatus McLean, 1988
- Lepetodrilus elevatus McLean, 1988
- Lepetodrilus fucensis McLean, 1988
- Lepetodrilus galriftensis McLean, 1988
- Lepetodrilus guaymasensis McLean, 1988
- Lepetodrilus japonicus Okutani, Fujikura & Sasaki, 1993
- Lepetodrilus nux Okutani, Fujikura & Sasaki, 1993
- Lepetodrilus ovalis McLean, 1988
- Lepetodrilus pustulosus McLean, 1988
- Lepetodrilus schrolli Beck, 1993
- Lepetodrilus shannonae Warén & Bouchet, 2009
- Lepetodrilus tevnianus McLean, 1991